# Christopher Tellefsen
Christopher Tellefsen é uma montador norte-americano. Como reconhecimento, foi nomeado ao Oscar 2012 na categoria de Melhor Edição por Moneyball.